# Station Lindholm
Station Lindholm is een station in Nørresundby in de gemeente Aalborg in Denemarken. Lindholm ligt aan de lijn Aalborg - Frederikshavn. De treindienst wordt uitgevoerd door DSB en Aalborg Nærbane. Het station werd in 2002 nieuw aangelegd in verband met de opening van de treindienst van Aalborg Nærbane. Het ligt iets ten noorden van het voormalige station Nørresundby.